# Страде Бьянке 2021
15-й выпуск  Страде Бьянке — шоссейной однодневной велогонки по дорогам Италии. Гонка прошла 6 марта 2021 года в рамках Мирового тура UCI 2021 (категория 1.UWT).

## Участники
В гонке приняло участие 25 команд. Автоматически приглашения на гонку получили 19 команд категории UCI WorldTeam и лучшая UCI ProTeam команда прошлого сезона Alpecin-Fenix. Также организаторы пригласили ещё 5 команд категории UCI ProTeam. Всего на старт соревнования вышли 175 гонщиков. До финиша доехало 118.
| UCI WorldTeams (19)- AG2R Citroën Team - Astana-Premier Tech - Bahrain Victorious - Bora-Hansgrohe - Cofidis - Deceuninck-Quick Step - EF Education-Nippo - Groupama-FDJ - Ineos Grenadiers - Intermarché-Wanty-Gobert Matériaux - Israel Start-Up Nation - Jumbo-Visma - Lotto Soudal - Movistar Team - Team BikeExchange - Team DSM - Qhubeka Assos - Trek-Segafredo - UAE Team Emirates UCI ProTeams (6)- Alpecin-Fenix - Androni Giocattoli-Sidermec - Arkéa-Samsic - Bardiani CSF Faizanè - Eolo-Kometa - Vini Zabù |
| |

## Маршрут
Гонка стартовала на площади Пьяццале делла Либерта перед крепостью Медичи в Сиене и финишировал в самом сердце того же средневекового города на площади Пьяцца-дель-Кампо в том же городе, после небольшого мощёного подъёма на Via Santa Caterina с максимальным градиентом до 16 %.
Маршрут протяжённостью 184 километра включал 63 километра (34,2 % дистанции) грунтовых дорог разделённых на 11 участков.
Помимо грунтовой дороги, гонка характеризовалась очень волнистой и неровной трассой, с многочисленными изгибами и первым сложным подъёмом с градиентом близкими к 10 % на втором участке грунтовой дороги. Вскоре после сложного подъёма шёл асфальтированный участок в конце которого начинался подъёмом в Монтальчино — 4 км с градиентом 5 %. Последний отрезок грунтовой дороги — Тольфе — заканчивался в 12 км от финиша. В 2 км от финишной линии начинался подъём на Порта ди Фонтебранда с градиентом 9 % −10 % и с максимальным 16 % на Виа-ди-Санта-Катерина, в 500 метрах от финиша на Пьяцца-дель-Кампо.
| №  | Название                                | Км от старта        | Длинна (м) | Сложность         |
| -- | --------------------------------------- | ------------------- | ---------- | ----------------- |
| 1  | Vidritta                                | между 17,6 и 19,7   | 2100       | *                 |
| 2  | Bagnaia                                 | между 25,0 и 30,8   | 5 800      | * · * · * · *     |
| 3  | Radi                                    | между 36,9 и 41,3   | 4 400      | * · *             |
| 4  | La Piana                                | между 47,6 и 53,1   | 5 500      | *                 |
| 5  | Lucignano d’Asso                        | между 75,8 и 87,7   | 11 900     | * · * · *         |
| 6  | Pieve a Salti                           | между 88,7 и 96,7   | 8 000      | * · * · * · *     |
| 7  | San Martino in Grania                   | между 111,3 и 120,8 | 9 500      | * · * · *         |
| 8  | Monte Sante Marie (Sterrato Cancellara) | между 130 и 141,5   | 11 500     | * · * · * · * · * |
| 9  | Monteaperti                             | между 160 и 160,8   | 800        | *                 |
| 10 | Colle Pinzuto                           | между 164,6 и 167   | 2 400      | * · * · * · *     |
| 11 | Le Tolfe                                | между 171 и 172,1   | 1 100      | * · * · *         |

## Ход гонки
Пятнадцатый выпуск Страде Бьянке, третья гонка Мирового тура, официально стартовала в 11:45.
На 53 километре преимущество получает группа из 8 гонщиков, которые удерживаются впереди семьдесят километров. Под атаками Ван Арта из Jumbo-Visma оторвавшиеся вперёд по одному «съедаются» основной группой, и полностью растворяются в пелотоне на 7-м грунтовом участке San Martino in Grania. Вскоре после этого начинается самый тяжёлый участок протяжённостью 11,5 километров — Monte Sante Marie, который в течение всех 15 лет существования гонки имел ключевое значение. И в этот раз там развязалась борьба, где в результате одной из атак вперёд вырвались Ван Арт, ван дер Пул, Алафилипп, Пидкок, Берналь, Гогль, Симмонс и Погачар. Через некоторое время молодой Симмонс отстал. Позади в 14 секундах лидеров преследовали ещё 10 гонщиков, но догнать лидеров они уже не смогут.
Незадолго до Колле Пинцуто (163 км) трио Алафилипп, Ван Арт и Пидкок отрываются, но их догоняют почти у конца предпоследнего грунтового участка. Великолепная семёрка прибывает вместе к 11-му грунтовому участку Le Tolfe протяжённостью 1,1 километр, который начинается с очень крутого спуска и заканчивается градиентом около 17 %. Здесь, на самом трудном отрезке, ван дер Пул отправляется в свой первый отрыв на Страде Бьянке. По окончании грунтовки Алафилипп, отстававший на несколько метров, догоняет Ван дер Пула, а затем их догоняет и Берналь. Таким образом, во главе гонки формируется тройка из чемпиона мира по велокроссу, чемпиона мира в групповой гонке на шоссе и победителя Тура 2019 года. Позади их преследует четвёрка, у которых отставание 15 секунд, и перспективы догнать едущих впереди у них уже нет.
На подходе к Сиене ван дер Пул пробует ещё одну атаку, но на ровной асфальтовой поверхности она не убедительна, и выглядит словно репетиция третьего решающего рывка. Три гонщика вместе проходят последний километр, расположенный непосредственно перед воротами Фонтебранда. Начинается Via Santa Caterina, 250-метровый тягун с участками градиента в 16 % , последняя брусчатка перед площадью Пьяцца-дель-Кампо. Берналь знает, что он наименее подходит для финального спринта и сидит на колесе; Алафилипп уверен в своих силах, но он только что видел, как ван дер Пул на Le Tolfe сделал достаточно дерзкий выпад, поэтому он пытается держать высокий темп. В то же время ван дер Пул, показывает завидную уверенность, и попытки Алафилиппа ответить не приносят ему успеха.
Ван дер Пул в одиночестве въезжает на площадь Пьяцца-дель-Кампо, Алафилипп финиширует вторым, отстав на 5 секунд, Берналь на 3-м месте в 20 секундах.

## Результаты
| \| Генеральная классификация \| Генеральная классификация \| Генеральная классификация \| Генеральная классификация \| Генеральная классификация \| \| Гонщик \| Гонщик \| Команда \| Время \| \| \| ------------------------- \| ------------------------- \| ------------------------- \| ------------------------- \| ------------------------- \| \| 1-й \| Матье Ван дер Пул \| Alpecin-Fenix \| 4ч 40' 29 \| \| \| 2-й \| Жюлиан Алафилипп \| Deceuninck-Quick Step \| + 5 \| \| \| 3-й \| Эган Берналь \| Ineos Grenadiers \| + 20 \| \| \| 4-й \| Ваут Ван Арт \| Jumbo-Visma \| + 51 \| \| \| 5-й \| Том Пидкок \| Ineos Grenadiers \| + 54 \| \| \| 6-й \| Михаэль Гогль \| Qhubeka Assos \| + 54 \| \| \| 7-й \| Тадей Погачар \| UAE Team Emirates \| + 54 \| \| \| 8-й \| Саймон Кларк \| Qhubeka Assos \| + 2' 25 \| \| \| 9-й \| Якоб Фульсанг \| Astana-Premier Tech \| + 2' 25 \| \| \| 10-й \| Пельо Бильбао \| Bahrain Victorious \| + 2' 39 \| \| \| 11-й \| Саймон Карр \| EF Education-Nippo \| + 3' 36 \| \| \| 12-й \| Роберт Пауэр \| Qhubeka Assos \| + 3' 45 \| \| \| 13-й \| Тим Велленс \| Lotto-Soudal \| + 4' 19 \| \| \| 14-й \| Джанни Вермерш \| Alpecin-Fenix \| + 4' 21 \| \| \| 15-й \| Петр Вакоч \| Alpecin-Fenix \| + 4' 30 \| \| \| 16-й \| Кевин Генитц \| Groupama-FDJ \| + 6' 26 \| \| \| 17-й \| Клеман Вентурини \| AG2R Citroën Team \| + 6' 26 \| \| \| 18-й \| Бауке Моллема \| Trek-Segafredo \| + 6' 26 \| \| \| 19-й \| Грег Ван Авермат \| AG2R Citroën Team \| + 6' 26 \| \| \| 20-й \| Ромен Барде \| Team DSM \| + 6' 26 \| \| |                   |                       |           |
| |                   |                       |           |
| Источник: ProCyclingStats |                   |                       |           |
| Генеральная классификация |                   |                       |           |
| Гонщик | Гонщик            | Команда               | Время     |
| 1-й | Матье Ван дер Пул | Alpecin-Fenix         | 4ч 40' 29 |
| 2-й | Жюлиан Алафилипп  | Deceuninck-Quick Step | + 5       |
| 3-й | Эган Берналь      | Ineos Grenadiers      | + 20      |
| 4-й | Ваут Ван Арт      | Jumbo-Visma           | + 51      |
| 5-й | Том Пидкок        | Ineos Grenadiers      | + 54      |
| 6-й | Михаэль Гогль     | Qhubeka Assos         | + 54      |
| 7-й | Тадей Погачар     | UAE Team Emirates     | + 54      |
| 8-й | Саймон Кларк      | Qhubeka Assos         | + 2' 25   |
| 9-й | Якоб Фульсанг     | Astana-Premier Tech   | + 2' 25   |
| 10-й | Пельо Бильбао     | Bahrain Victorious    | + 2' 39   |
| 11-й | Саймон Карр       | EF Education-Nippo    | + 3' 36   |
| 12-й | Роберт Пауэр      | Qhubeka Assos         | + 3' 45   |
| 13-й | Тим Велленс       | Lotto-Soudal          | + 4' 19   |
| 14-й | Джанни Вермерш    | Alpecin-Fenix         | + 4' 21   |
| 15-й | Петр Вакоч        | Alpecin-Fenix         | + 4' 30   |
| 16-й | Кевин Генитц      | Groupama-FDJ          | + 6' 26   |
| 17-й | Клеман Вентурини  | AG2R Citroën Team     | + 6' 26   |
| 18-й | Бауке Моллема     | Trek-Segafredo        | + 6' 26   |
| 19-й | Грег Ван Авермат  | AG2R Citroën Team     | + 6' 26   |
| 20-й | Ромен Барде       | Team DSM              | + 6' 26   |